# Просторна графика
Просторна графика означава различите методе аплицирања дводимензионалног графичког дизајна или израза на тродимензионалну форму или транспозиције дводимензионалних форми у различите тродимензионалне форме. Тако дводимензионални приказ добија дубину и волумен омогућавајући визуелну комуникацију и интеракцију са посматрачем, кроз креативан и иновативан процес. Просторна графика обухвата различитие области из домена дизајна и уметности као што су дизајн амбалаже, 3D банери и билборди. Појављује се као саставни део ентеријера и архитектуалних конструкција и у виду асамблажа и скулптура.